# Oncifelis
Oncifelis era um género de mamíferos felídeos, onde se classificavam três espécies, atualmente classificadas no género Leopardus:
- Gato-palheiro
- Gato-do-mato-grande
- Kodkod